# Marika Rökk
Marika Rökk (Kairo, 3. studenoga 1913. – Baden bei Wien, 16. svibnja 2004.), bila je austrijsko-njemačka pjevačica, plesačica i glumica mađarskog porijekla, koja je postala poznata u njemačkim filmovima.

## Životopis
Rökk je rođena u Kairu, u Egiptu kao Marie Karoline Rökk, kći mađarskoga arhitekta i poduzetnika Eduarda Rökka i njegove žene Marie Karoline Charlotte rođ. Károly. Rano djetinstvo provela je u Budimpešti.

## Rani uspjesi
Profesionalnu plesačku karijeru započela je 1924. godine. Iste godine sa svojom obitelji seli se u Pariz gdje nastavlja plesno obrazovanje kod Ruskinje Rutkowske. Nakon što je njezin otac izgubio svoju imovinu, u Parizu je prvi puta javno nastupila s plesnom grupom Hoffmann-Girls u Moulin Rouge varietéu. Tada je imala jedanaest godina. S honorarom koji je zaradila angažmanom u Moulin Rouge-u, mogla je uzdržavati obitelj.
Krajem 1925. godine, Hoffmann-Girls krenule su na turneju u New York. Nastupile su na Broadwayu. Zatim su krenule na turneju kroz SAD. Nakon njihovog raspada, Rökk je krenula u plesnu školu Neda Wayburna. Na plesnom natjecanju s plesnom grupom Ziegfeld-Girls prozvali su je "malom kraljicom pirueta".
Godine 1929. Nastavila je plesno obrazovanje u SAD-u, iste godine vratila se u Europu. Godine 1930.  postigla je velik uspjeh u kazalištu Victoria Palace u Londonu revijom De La Folie Pure, producenta Toma Arnolda. U kojoj je otkrila svoj pjevački talent.

## Filmska karijera
Rökk je svoje prvo iskustvo s filmom imala kao plesačica u filmovima Why Sailors Leave Home (1930.) i Kiss me Sergeant (1930.), britanskim komedijama s Lesliem Fullerom u glavnoj ulozi u režiji Montya Banksa.
Također je glumila u tri mađarska filma Csókolj meg, édes! (1932.) u kojemu je imala prvu veću ulogu i Kísértetek vonata (1933.), mađarskom remakeu istoimenog britanskog filma The Ghost Train (1931.), te Vadrózsa (1939.) njezinom posljednjem mađarskom filmu.
Svoj proboj u Njemačkoj ostvaruje kada joj je njemačka filmska tvrtka Universum Film Aktiengesellschaft (UFA) 1934. godine ponudila ugovor nakon njezina velikog uspjeha u reviji Stern der Manege, iste godine. Njezin prvi njemački film bio je Leichte Kavallerie (1935.) redatelja Wernera Hochbauma. Film ju je učinio senzacijom preko noći.
Na snimanju svoga drugoga filma Heißes Blut (1936.), upoznala je svoga budućeg muža i redatelja većine njezinih filmova Georga Jacobyja.
Bio je to prvi film u nizu Der Bettelstudent (1936.), Gasparone (1937.), Und du mein Schatz fährst mit (1937.), Eine Nacht im Mai (1938.), Es war eine rauschende Ballnacht (1938.), sa Zarahom Leander, koji su je učinili miljenicom publike i jednom od najvećih zvijezda toga vremena.
U filmovima Der Bettelstudent (1936.), Gasparone (1937.), i Hallo Janine! (1939.) činila je s popularnim nizozemskim glumcem i tenorom Johannesom Heestersom savršen par njemačkog revijskog filma. Ti filmovi snimani su po uzoru na crno-bijele i Technicolor mjuzikle producirane u američkim filmskim studijima Metro-Goldwyn-Mayeru i 20th Century Foxu u 1930-ima i 1940-ima.
Njezin konačni proboj stigao je s filmom Kora Terry (1940.). U kojemu je igrala dvostruku ulogu utjelovivši istovremeno dvije karakterno potpuno različite sestre blizanke, dobru Maru i zlu Koru Terry.
Rökk i njezin muž Georg Jacoby ispisali su njemačku filmsku povijest, snimivši prvi dugometražni njemački film u boji, Frauen sind doch bessere Diplomaten (1941.), s Willyem Fritschem. Film se snimao od srpnja 1939. do rujna 1940. Razlog za dugo snimanje filma bili su problemi s kvalitetom tada mladog Agfacolor postupka snimanja filma u boji.
Rökk postiže izniman uspjeh filmovima Hab mich Lieb! (1942.) i Die Frau meiner Träume (1944). od kojih je potonji sniman u boji. Bio je to financijski najuspješniji Film UFA kompanije.

## Karijera nakon rata
Nakon rata, isprva je dobila zabranu rada zbog lažnih optužbi da je špijunirala za Njemačku za vrijeme rata. Sve optužbe je Bečki Vrhovni sud odbacio 1947. te je iste godine rehabilitirana. Uspjela je nastaviti svoju karijeru u Zapadnoj Njemačkoj i Austriji.
Nakon 1948. Rökk se vratila na scenu filmom Fregola (1949.) kojim je postigla velik uspjeh.
Sljedeće filmove Die Csardasfürstin (1951.) Bühne frei für Marika (1958.), Die Fledermaus (1962.) snimala je prema provjerenom receptu njezinih filmova iz UFA vremena.
U dva od spomenutih filmova ponovno je glumila sa svojim filmskim partnerom Johannesom Heestersom, te u trećem od spomenutih filmova prvi je puta glumila s popularnim austrijskim glumcem Peterom Alexanderom.
S velikim uspjehom nastupala je u Beču, Hamburgu, Münchenu i prije svega Berlinu u revijama i mjuziklima.
Godine 1972. glumila je u Televizijskoj seriji Die Schöngrubers, zajedno sa svojom kćeri Gabriele Jacoby.
Doživjela je velike uspjehe u naslovnoj ulozi mjuzikla Hello, Dolly! (1968.) i u mjuziklu Die Gräfin vom Naschmarkt (1978.).
Široj publici postala je poznata u reklamama za kremu Hormocenta, koje su od 1968. do 1972. godine prikazivane na njemačkoj televiziji. Do 1988. godine, bila je aktivna kao glumica, pjevačica i plesačica. Svoju posljednju glavnu kazališnu ulogu glumila je Boulevard komediji Das Kuckucksei (1986./1987.). Godine 1970. dobila je na njemačkoj televiziji svoj vlastiti televizijski show Eine Frau in unseren Träumen.
Nakon propasti komunističkog režima u Mađarskoj 1992. godine, nastupila je sa 79. godina u televizijskoj produkciji operete Marica grófnő, Emmericha Kálmána.
Godine 1988. glumila je posljednji puta u filmu Schloß Königswald, zajedno s divama njemačkog filma kao što su: Carola Höhn, Marianne Hoppe, Camilla Horn, Ortrud von der Recke i drugima.
Rökk je za svoja postignuća dobila mongobrojene nagrade. Godine 1948. bila je prva dobitnica njemačke nagrade Bambi.
Svoje posljednje nastupe imala je 1998. godine na emisiji Frühlingsfest der Volksmusik voditeljice Carmen Nebel, gdje je u povodu dodjele nagrade Bambi za životno djelo otpjevala svoje najveće uspješnice. Rökk je 1995. godine od organizacije „BühnenReif - Internat“. Društvo za promicanje kazališta, glazbe i umjetnosti (Odjeljenje: zabava i glazba) u Berlinu proglašena počasnom članicom.

## Privatni život
Godine 1940. stupila je u brak s filmskim redateljem Georgom Jacobyem, (1882. – 1964.) s kojim je imala kćer Gabriele Jacoby (1944.), i nakon njegove smrti od 1968. s glumcem, režiserom, i njezinim kasnijim menadžerom Fredom Raulom (1910. – 1985.)
16. svibnja 2004. godine, Rökk je preminula od srčanog udara u Badenu kod Beča, u Austriji.
Rökk i njezin muž Fred Raul počivaju na groblju Helenenfriedhof u Badenu kod Beča.

## Nakon njezine smrti
U Badenu kod Beča jedna je ulica 2005. godine nazvana po njoj.
3. studenoga 2013. godine, na 100. rođendan umjetnice, održana je u cijelome svijetu jedina obljetnička gala u Budimpeštanskom operetnom kazalištu. Među gostima bile i su poznate osobe poput Gabriele Jacoby, Johannesa von Duisburga, Heika Reissiga, Maria Zeffiria i drugih.

## Filmografija
| Godina  | Film                                                                         | Uloge                         |
| ------- | ---------------------------------------------------------------------------- | ----------------------------- |
| (1930.) | Why Sailors Leave Home                                                       | Plesačica                     |
| (1930.) | Kiss me Sergeant                                                             | Plesačica                     |
| (1932.) | Csókolj meg, édes!                                                           | Terike                        |
| (1933.) | Kísértetek vonata                                                            | Mary                          |
| (1935.) | Leichte Kavallerie                                                           | Rosika                        |
| (1936.) | Heißes Blut                                                                  | Marika von Körössy            |
| (1936.) | Der Bettelstudent                                                            | Laura Bronislawa              |
| (1937.) | Gasparone                                                                    | Ita                           |
| (1937.) | Und du mein Schatz fährst mit                                                | Maria Seydlitz                |
| (1937.) | Karussell                                                                    | Erika Hübner                  |
| (1938.) | Eine Nacht im Mai                                                            | Inge Flemming                 |
| (1938.) | Es war eine rauschende Ballnacht                                             | Nastassja Petrowna Jarowa     |
| (1939.) | Tanzendes Herz (nedovršen)                                                   |                               |
| (1939.) | Vadrózsa                                                                     | Mária                         |
| (1939.) | Hallo Janine!                                                                | Janine Pomme                  |
| (1940.) | Kora Terry                                                                   | Kora Terry / Mara Terry       |
| (1940.) | Wunschkonzert (pjevački nastup)                                              | ona sama                      |
| (1940.) | Zirkusblut (nedovršen)                                                       |                               |
| (1941.) | Frauen sind doch bessere Diplomaten (prvi njemački dugometražni film u boji) | Marie-Luise Pally             |
| (1941.) | Tanz mit dem Kaiser                                                          | Christine von Alwin           |
| (1942.) | Hab mich lieb!                                                               | Monika Koch                   |
| (1944.) | Die Frau meiner Träume                                                       | Julia Köster                  |
| (1945.) | Die Puppe (nedovršen)                                                        |                               |
| (1948.) | Fregola                                                                      | Fregola                       |
| (1950.) | Kind der Donau / Das Kind der Donau (drugi austrijski film u boji)           | Marika                        |
| (1951.) | Die Csardasfürstin                                                           | Sylva Varescu                 |
| (1951.) | Sensation in San Remo                                                        | Cornelia Feldmann             |
| (1953.) | Die geschiedene Frau                                                         | Gonda van der Loo             |
| (1953.) | Maske in Blau                                                                | Juliska Varady                |
| (1957.) | Nachts im Grünen Kakadu                                                      | Irene Wagner                  |
| (1958.) | Bühne frei für Marika                                                        | Marion Müller / Marika Karoly |
| (1958.) | Das gab's nur einmal                                                         | ona sama                      |
| (1959.) | Die Nacht vor der Premiere                                                   | Carola Lorn                   |
| (1960.) | Mein Mann, das Wirtschaftswunder                                             | Ilona Farkas                  |
| (1962.) | Die Fledermaus                                                               | Adele                         |
| (1962.) | Heute gehen wir bummeln                                                      | Marika Sabo                   |
| (1962.) | Hochzeitsnacht im Paradies                                                   | Ilonka Davarosch              |
| (1972.) | Die Schöngrubers (Televizijska serija, svih 13 epizoda)                      | Therese Schöngruber           |
| (1973.) | Der letzte Walzer                                                            | ona sama                      |
| (1988.) | Schloß Königswald / Die letzte Geschichte von Schloß Königswald              | Freifrau von Boehme           |

## Diskografija
- Telefunken A-2662a - Land in Sicht Peter Kreuder / Friedrich Schröder (Foxtrot aus dem Tonfilm „Eine Nacht im Mai“)

Pjeva: Marika Rökk s velikim pratećim orkestrom. Dirigent: Peter Kreuder
- Telefunken A-2662b - In einer Nacht im Mai Peter Kreuder / Friedrich Schröder (Langsamer Foxtrot aus dem Tonfilm „Eine Nacht im Mai“)

Pjeva: Marika Rökk s velikim pratećim orkestrom. Dirigent: Peter Kreuder
- Telefunken A-10212a - Warum soll ich treu sein... Peter Kreuder / Gunther Schwenn [Chanson und Foxtrott aus dem Tonfilm „Kora Terry“]

Pjeva: Marika Rökk s velikim pratećim orkestrom. Dirigent: Frank Fux
- Telefunken A-10212b - Wenn es Frühling wird.... Peter Kreuder / Gunther Schwenn [Ungarisches Lied aus dem Tonfilm „Kora Terry“]

Pjeva: Marika Rökk s velikim pratećim orkestrom i zborom. Dirigent: Frank Fux
- Telefunken A-10162a - Warum, weshalb und wieso Franz Grothe / Willy Dehmel [Foxtrott]

Pjeva: Marika Rökk s velikim pratećim orkestrom. Dirigent: Franz Grothe
- Telefunken A-10162b - Ach, ich liebe alle Männer Franz Grothe / Willy Dehmel [Spanischer Tanz aus dem Marika-Rökk-Tonfilm „Frauen sind doch bessere Diplomaten“]

Pjeva: Marika Rökk s velikim pratećim orkestrom i zborom. Dirigent: Franz Grothe
- Telefunken A-10394a - So schön wie heut', so müßt es bleiben... Franz Grothe / Willy Dehmel (Foxtrott a. d. Tonfilm „Tanz mit dem Kaiser“)

Pjeva: Marika Rökk s pratećim orkestrom. Dirigent: Franz Grothe
- Telefunken A-10394b - Frühling in Wien Franz Grothe / Willy Dehmel (Lang. Walzerlied a. d. Tonfilm „Tanz mit dem Kaiser“)

Pjeva: Marika Rökk s pjevačkim kvintetom i pratećim orkestrom. Dirigent: Franz Grothe
- Elite Special-17012a - Mach' Dir nichts daraus Franz Grothe / Willy Dehmel (Schau nicht hin, schau nicht her) (Walzerlied a. d. Tonfilm „Frau meiner Träume“)

Pjeva: Marika Rökk s pratećim orkestrom: Theo Nordhaus i njegovi solisti.
- Elite Special-17012b - In der Nacht ist der Mensch nicht gern' alleine Franz Grothe / Willy Dehmel (Chansonfox a. d. Tonfilm „Frau meiner Träume“)

Pjeva: Marika Rökk s pratećim orkestrom: Theo Nordhaus i njegovi solisti.

## Opereta
- 1966. Maske in Blau

## Mjuzikl
- 1968. Hello, Dolly!
- 1978. Die Gräfin vom Naschmarkt

## Boulevard komedija
- 1986. Das Kuckucksei

## Nagrade
- 1948. Bambi (prva dobitnica)
- 1968. Bambi
- 1981. Deutscher Filmpreis: Filmband in Gold für langjähriges und hervorragendes Wirken im deutschen Film
- 1983. Ehrenmedaille der Bundeshauptstadt Wien in Gold
- 1987. Bambi
- 1987. Bayerischer Filmpreis (Darstellerpreis)
- 1990. Bambi
- 1996. Ehrenmitglied der Europäischen Kulturwerkstatt e.V. (EKW)
- 1998. Ehrenbambi

## Vanjske poveznice
- http://www.virtual-history.com/movie/person/1362/marika-roekk (njemački, engleski) informacije o filmovima, bibliografija, fotografije
- Marika Rökk na Internet Movie Databaseu (engleski)